# Ніжанський повіт
Ніжанський повіт (пол. powiat niżański) — один з 21 земських повітів Підкарпатського воєводства Польщі.
Утворений 1 січня 1999 року внаслідок адміністративної реформи.

## Загальні дані
Повіт знаходиться у північній частині воєводства.
Адміністративний центр — місто Нисько.
Станом на 1.01.2008 населення становить 67 044 осіб, площа 785,64 км².

## Демографія
Демографічні дані повіту станом на 30.06.2005:
|       | Всього | Всього | Жінки  | Жінки | Чоловіки | Чоловіки |
| ----- | ------ | ------ | ------ | ----- | -------- | -------- |
|       | осіб   | %      | осіб   | %     | осіб     | %        |
| Повіт | 67 077 | 100    | 33 746 | 50,3  | 33 331   | 49,7     |
| Міста | 23 847 | 100    | 12 194 | 51,1  | 11 653   | 48,9     |
| Села  | 43 230 | 100    | 21 552 | 49,9  | 21 678   | 50,1     |